# Championnats d'Europe de roller de vitesse 1998
Navigation
Édition précédente Édition suivante
Les championnats d'Europe de roller course 1998, ont lieu du 25 juillet au 2 août 1998 à Coulaines, en France.

## Podiums

### Femmes
| Épreuves           | Or                                                  | Argent                                                | Bronze                                              |
| Piste              | Piste                                               | Piste                                                 | Piste                                               |
| ------------------ | --------------------------------------------------- | ----------------------------------------------------- | --------------------------------------------------- |
| 300 m              | Valentina Belloni                                   | Adelia Marra                                          | Estelle Flourens                                    |
| 500 m sprint       | Adelia Marra                                        | Valentina Belloni                                     | Estelle Flourens                                    |
| 1 500 m sprint     | Simona Vesprini                                     | Adelia Marra                                          | Eva Lizarraga                                       |
| 3 000 m            | Sheila Herrero                                      | Sandrine Plu                                          | Araceli Larrea                                      |
| 5 000 m            | Tina Bosica                                         | Araceli Larrea                                        | Sandrine Plu                                        |
| 10 000 m           | Sheila Herrero                                      | Angèle Vaudan                                         | Simona Vesprini                                     |
| 3 000 m par équipe | Italie Adelia Marra Antonella Mauri Dalla Valle     | France Caroline Lagrée Sandrine Plu Sophie Deschamps  | Espagne Sheila Herrero Edurne Elcano Araceli Larrea |
| 3 000 m par équipe | Espagne Sheila Herrero Edurne Elcano Araceli Larrea | Italie Adelia Marra Tina Bosica Simona Vesprini       | France Sandrine Plu Caroline Jean Estelle Flourens  |
| Route              |                                                     |                                                       |                                                     |
| 300 m              | Valentina Belloni                                   | Adelia Marra                                          | Estelle Flourens                                    |
| 500 m              | Valentina Belloni                                   | Eva Lizarraga                                         | Adelia Marra                                        |
| 1 500 m à point    | Adelia Marra                                        | Hilde Goovaerts                                       | Sandrine Plu                                        |
| 3 000 m            | Araceli Larrea                                      | Sheila Herrero                                        | Sandrine Plu                                        |
| 5 000 m            | Adelia Marra                                        | Araceli Larrea                                        | Sheila Herrero                                      |
| 10 000 m           | Sheila Herrero                                      | Araceli Larrea                                        | Adelia Marra                                        |
| 5 000 m par équipe | Espagne Edurne Elcano Araceli Larrea Sheila Herrero | Italie Valentina Belloni Antonella Mauri Adelia Marra | Belgique Aernout Anja Decoster Hilde Goovaerts      |
| Longue distance    |                                                     |                                                       |                                                     |
| 42 195 m           | Sheila Herrero                                      | Hilde Goovaerts                                       | Angèle Vaudan                                       |

### Hommes
| Épreuves            | Or                                                       | Argent                                                 | Bronze                                                         |
| Piste               | Piste                                                    | Piste                                                  | Piste                                                          |
| ------------------- | -------------------------------------------------------- | ------------------------------------------------------ | -------------------------------------------------------------- |
| 300 m               | Patrizio Triberio                                        | Pascal Briand                                          | Alessandro Cantarella                                          |
| 500 m sprint        | Pascal Briand                                            | Patrizio Triberio                                      | Baptiste Grandgirard                                           |
| 1 500 m sprint      | Luca Presti                                              | Baptiste Grandgirard                                   | Pascal Briand                                                  |
| 5 000 m             | Johan Langenberg                                         | Arnaud Gicquel                                         | Garikoitz Lerga                                                |
| 10 000 m            | Arnaud Gicquel                                           | Massimiliano Presti                                    | Fabio Marangoni                                                |
| 20 000 m            | Massimiliano Presti                                      | Johan Langenberg                                       | Arnaud Gicquel                                                 |
| 1 500 m par équipe  | France Franck Cardin Arnaud Gicquel Baptiste Grandgirard | Italie Fabio Marangoni Luca Presti Fabio Trovato       | Espagne Garikoitz Lerga Fernandez Mikel Alzueta                |
| 10 000 m par équipe | France Baptiste Grandgirard Arnaud Gicquel Pascal Briand | Italie Fabio Marangoni Luca Presti Massimiliano Presti | Allemagne Dirk Breder Benjamin Zschätzsch Christoph Zschätzsch |
| Route               |                                                          |                                                        |                                                                |
| 300 m               | Alessandro Cantarella                                    | Pascal Briand                                          | Patrizio Triberio                                              |
| 500 m               | Patrizio Triberio                                        | Ramses Reina                                           | Dirk Breder                                                    |
| 1 500 m à point     | Pascal Briand                                            | Luca Presti                                            | Baptiste Grandgirard                                           |
| 5 000 m             | Johan Langenberg                                         | Arnaud Gicquel                                         | Luca Presti                                                    |
| 10 000 m            | Arnaud Gicquel                                           | Fabio Marangoni                                        | Johan Langenberg                                               |
| 20 000 m            | Arnaud Gicquel                                           | Massimiliano Presti                                    | Fabio Marangoni                                                |
| 10 000 m par équipe | France Franck Cardin Arnaud Gicquel Johan Langenberg     | Italie Guido Cicconi Massimiliano Presti Fabio Trovato | Allemagne Dirk Breder Ralf Göthling Christoph Zschätzsch       |
| Longue distance     |                                                          |                                                        |                                                                |
| 42 195 m            | Philippe Boulard                                         | Bénoit Perthuis                                        | Cédric Michaud                                                 |

## Tableau des médailles
- Pays organisateur

| Rang  | Nation    | Or | Argent | Bronze | Total |
| ----- | --------- | -- | ------ | ------ | ----- |
| 1     | Italie    | 14 | 14     | 8      | 36    |
| 2     | France    | 11 | 10     | 14     | 35    |
| 3     | Espagne   | 7  | 6      | 6      | 19    |
| 4     | Belgique  | 0  | 2      | 1      | 3     |
| 4     | Allemagne | 0  | 0      | 3      | 3     |
| Total | Total     | 32 | 32     | 32     | 96    |

## Sources
- Résultats des Championnats d'Europe, sur le site rollersisters.com.